# Emoia klossi
Emoia klossi — вид сцинкоподібних ящірок родини сцинкових (Scincidae). Мешкає на Новій Гвінеї та на сусідніх островах.

## Поширення і екологія
Emoia klossi мешкають на півночі Нової Гвінеї, зокрема в горах Циклопів, в басейнах річок Утаква і Мамберамо, а також на островах Вайгео і Кофіау в архіпелазі Раджа-Ампат. Вони живуть у вологих рівнинних і гірських тропічних лісах, на висоті від 800 до 1200 м над рівнем моря.